# Team Trees
Team Trees (Equipo árboles en español), también conocido como TeamTrees o #teamtrees, es una recaudación de fondos colaborativa de 2019 que logró recaudar 20 millones de dólares estadounidenses antes de 2020 para plantar 20 millones de árboles. La iniciativa fue iniciada por los YouTubers estadounidenses MrBeast y Mark Rober, y fue apoyada principalmente por YouTubers. Todas las donaciones van a Arbor Day Foundation, una organización de plantación de árboles que se compromete a plantar un árbol por cada dólar estadounidense donado. La Fundación Arbor Day planea comenzar a plantar en enero de 2020 y finalizar "a más tardar en diciembre de 2022". Se estima que 20 millones de árboles ocuparían 180 km² (69 millas cuadradas) de tierra. absorberían alrededor de 1,6 millones de toneladas de carbono y eliminarían 116 mil toneladas de contaminación química del aire de la atmósfera.
A partir del 24 de diciembre de 2019, se han aportado $ 20,562,662 millones de dólares. Los organizadores han declarado que la recaudación de fondos continuará hasta 2020.

## Origen
La idea comenzó el 24 de mayo de 2019, cuando un fanático sugirió en Reddit que MrBeast (Jimmy Donaldson) debería plantar 20 millones de árboles para celebrar que alcanzó los 20 millones de suscriptores en YouTube. La idea se extendió por YouTube, Reddit y Twitter, principalmente en forma de memes. La idea puede estar relacionada con los incendios forestales de la selva amazónica de 2019. El YouTuber, ingeniero e inventor estadounidense Mark Rober se asoció directamente con Donaldson para lanzar la recaudación de fondos. El 25 de octubre de 2019, Donaldson subió un video de YouTube explicando su plan posicionándose en el primer lugar en la página de tendencias de YouTube, y numerosos YouTubers se han unido al movimiento.
YouTubers notables que han donado incluyen PewDiePie, Rhett & Link, Marshmello, iJustine, Marques Brownlee, The Slow Mo Guys, Ninja, Simone Giertz, Jacksepticeye, Smarter Every Day, Simply Nailogical, The King of Random, The Try Guys, Alan Becker, Alan Walker, TheOdd1sOut, y Jeffree Star. Emprendedores como Elon Musk, Tobias Lütke, Marc Benioff, Susan Wojcicki, Jack Dorsey, Jean-Michel Lemieux, y Linus Tech Tips también han donado y promovido la campaña. Las compañías que han donado incluyen Verizon, Discovery Channel y Plants vs. Zombies. La campaña inspiró más de 550,000 publicaciones en Twitter, Instagram y YouTube.
Los árboles se plantarán "en una variedad de bosques en tierras públicas y privadas en áreas de gran necesidad" a partir de enero de 2020. El objetivo es plantarlos "a más tardar en diciembre de 2022".

## Respuestas
Los medios de comunicación como BBC, El Guardián, CNN, Insider, publicaron artículos positivos sobre la campaña de plantación de árboles y su posterior impacto ambiental, y BBC hizo referencia a su artículo "Cambio climático: la solución más efectiva para el calentamiento de los árboles"  Sin embargo, algunos medios se mostraron escépticos sobre el impacto futuro de las campañas; The Verge advirtió sobre las posibles trampas que los proyectos de plantación de árboles a gran escala deben evitar permitir que los árboles brinden beneficios a los ecosistemas y al planeta.
Discovery Channel hizo un documental llamado #TeamTrees sobre la campaña que se emitió el 3 de diciembre de 2019, junto con una donación de USD $ 100,200 al día siguiente.